# Новый русский
Новые русские — термин-клише, обозначающее представителей социального класса СНГ, сделавших большое состояние в «лихие девяностые» после распада Советского Союза. Не все новые русские имеют принадлежность к русским в этническом смысле. Возникнув первоначально как нейтральное обозначение, термин вскоре после своего появления стал использоваться в отрицательном и ироническом значении: новыми русскими называют стремительно разбогатевших (как правило, сомнительным или незаконным способом) людей, крупных воротил-мафиози, при этом не обладающих высоким уровнем интеллекта, культуры и, несмотря на своё благосостояние, использующих лексику и обладающих манерами социальных слоёв, из которых они вышли.
В 1990-е годы «новые русские» стали устойчивыми персонажами анекдотов, обыгрывающих стереотипы в представлениях о бизнесменах.

## Этимология
Место и время возникновения, а также авторство данного выражения точно не установлено.
Предполагают, что выражение «новый русский» возникло в русскоязычной среде в демонстративно англоязычной форме «нью-рашен» (англ. New Russian, то есть новый русский), а затем было калькировано на русскую форму. По другой распространённой версии, термин появился в зарубежной прессе, откуда перекочевал в Россию. Сторонники этой теории считают, что автором выражения был американский журналист Хедрик Смит, опубликовавший две книги о русских: «The Russians» (1976) и «The New Russians» (1990). Название второй книги переводится как «Новые русские».
По другой версии, словосочетание имеет французское происхождение и является каламбуром, обыгрыванием французского слова Нувориш (фр. nouveau riche [нуво́ риш], новый богач, нувориш — фр. nouveau russe [нуво́ рюс], новый русский), имеющим и абсолютно схожее значение с термином «Новый русский». Стоит напомнить, что во времена промышленной революции в конце XIX века в России в ходу также был схожий по значению и применению термин — «скоробогач» или «скоробогатый» (человек, внезапно и крупно разбогатевший; возможно, обладающий низкими моральными принципами).
Впервые термин «Новые русские» был употреблен в журнале «Огонёк» от 4 марта 1992 года. В документальном кинофильме «С твёрдым знаком на конце» (посвящённом 20-летию со дня создания газеты «КоммерсантЪ» и показанном на Первом канале 30 ноября 2009 года) его автор Леонид Парфёнов демонстрирует номер газеты «КоммерсантЪ» за 1992 год, где редакционная статья была адресована «новым русским». Парфёнов утверждает, что эта газета первая внедрила это слово в повседневный обиход, и на первых порах оно не имело негативного или ироничного оттенка, обозначая лишь представителей нарождавшегося российского бизнеса.
Возможно, термин вошёл в обиходный язык благодаря телевизионной программе «Комильфо», выходившей в начале 1990-х годов на телеканале 2x2. «Комильфо» была одной из первых программ на российском телевидении, рекламировавшая товары и услуги для состоятельных покупателей. Неизменным атрибутом программы стала очаровательная ведущая, анонсировавшая её фразой: «Комильфо — новая программа для новых русских». Дальнейшему росту популярности клише могла способствовать юмористическая телепрограмма «Джентльмен-шоу», выходившая на канале ОРТ, в которой новые русские были главными героями анекдотов и скетчей.

## История
Частное предпринимательство было, впервые после долгого перерыва (со времён послереволюционного НЭПа, если не брать в расчет как вид частного предпринимательства артели (кооперативы), существовавшие до конца 1950-х), разрешено в СССР в разгар Перестройки, в виде ИТД и кооперативов, постановлением от 19 ноября 1986 года. С этого постановления начался первый этап развития нового российского предпринимательства, когда свои дела открывали немногие, ибо первоначально это в массе вызывало осуждение окружающих. Вновь созданный частный сектор экономики должен был быть вписан в существовавшую социалистическую систему, отрицавшую частную собственность и использование наёмного труда, поэтому в тот период отсутствовало и само понятие частного предпринимательства как таковое, вместо него использовался идеологически выверенный термин «индивидуальная трудовая деятельность». Предприниматели первой волны открывали в основном мелкие предприятия общепита или торговли и назывались «кооператорами». Как правило, они работали в чрезвычайно жёстких условиях, связанных с очень высокими налогами, ограничением по привлечению наёмной рабочей силы (по упомянутому постановлению 1986 года ИТД разрешалось заниматься только самому либо совместно с членами семьи и исключительно в свободное от основной работы время), недоверием со стороны общества и коммунистической власти и т. д.
Вторая волна — уже период конца Перестройки, 1989—1991 годы, когда начинается постепенное сворачивание социализма и переход к рыночной экономике. Представители второй волны стремились проявить себя в деле, не думая о его экономической составляющей. В эти годы предпринимательством занялись и крупные чиновники. Распространёнными формами бизнеса стали многочисленные банки, биржи, совместные предприятия (СП), появляются зачатки финансового и фондового рынков. В этот период кооперация начинает принимать форму бизнеса западного типа, со всеми соответствующими атрибутами: акционерным капиталом, офисами с планировкой «опенспейс», оргтехникой, деловым стилем одежды и поведения и т. п. Фактически легализуется и само слово «бизнес», ранее ассоциировавшееся исключительно с Западом и капитализмом.
В этот период выражение «новые русские», ещё не имеющее какого-либо позитивного или негативного оттенка, появляется как название книги «Новые русские» («Новый тип советского человека»), написанной журналистом Хедриком Смитом. В ней автор приводит описание повторного посещения СССР в конце 1980-х годов. Вышедшая в 1990 году, она явилась продолжением книги Смита «Русские», рассказывавшей о жизни в СССР в 1970-е годы.
Третий этап начался после 1991 года, его называют массовым предпринимательством. Крушение социалистической системы привело к тому, что количество предпринимателей возросло (иногда вынужденно, после массовых увольнений) многократно, и теперь это были не только энтузиасты и пассионарии, но и те, кто пошёл в бизнес из стремления выжить и, возможно, разбогатеть.
Главный научный сотрудник Института социологии РАН Ренальд Симонян, отмечая, что «новые русские» являются порождением реформ 90-х годов, даёт им следующую характеристику: «Физически крепкий, малообразованный, напористый, лишённый моральных запретов, материально состоятельный типаж».
Валерия Буряковская в своей монографии «Коммуникативные характеристики массовой культуры в медийном дискурсе» (2014) характеризует выражение «новые русские» как «постепенно выходящее из употребления словосочетание», окончательно уходящее в историю. В целом, в 2010-х годах понятие «новые русские» употреблялось как ретро-термин из эпохи «лихих 90-х».

## Атрибуты «нового русского» и терминология
Характерными атрибутами в 1990-х годах считались:
- Красный или малиновый пиджак — отличительный стиль одеяния «крутого», его символ (также символ безвкусицы). По словам знатока телевизионной игры «Что? Где? Когда?» Андрея Козлова, «новые русские» стали носить малиновые пиджаки именно после появления их в этой игре[10]. По другой версии, основоположником «моды» стал Сергей Мавроди, придя в таком пиджаке на телепередачу.
- Модная одежда дорогих брендов: кожаная куртка, чёрные джинсы, чёрные туфли (ботинки) с острым носком.
- Волосы, зализанные назад, или стриженые «ёжиком» («репа»).
- Массивная золотая цепь на шее («голда»), золотая цепочка навыпуск.
- Увесистый золотой перстень-печатка («гайка»). Обычно на нескольких пальцах.
- Крупные часы («котлы») дорогой марки либо толстый браслет, желательно из настоящего золота и с драгоценными камнями.
- Автомобили премиального класса: Mercedes-Benz S-класса («Мерин», «Чемодан», «Бандит», «Кабан»; для актуального на начало девяностых кузова W140 применялись также: «шестисотый мерс», «600-й мерин», «стосорокет»), BMW 7 («бумер»), Mercedes-Benz E — класса («Волк»), BMW 5 («Бэха-пятерка», или просто («Бэха») «шницер»), Audi 100 (A6) («селедка», «сигара»), Jeep Grand Cherokee («чирик», «черкан», «джип», «жып», «черокез», «широкий»), Nissan Terrano («тиранка»), Mitsubishi Pajero («поджарый», «пейджер»), Toyota Land Cruiser («крузак», «кукурузер»), Mercedes Geländewagen («гелик», «кубик»), Chevrolet Tahoe («таха», «гроб»), Volvo 940, Lincoln Town Car, Isuzu Trooper/Opel Monterey.
- Мобильный телефон («труба», «мобила», «сотик»), считавшийся до конца 1990-х годов предметом роскоши и престижа.
- «Распальцовка»: характерные жесты кистями рук с отогнутыми мизинцем, указательным и иногда большим пальцами и поджатыми к центру ладони средним и безымянным пальцами («растопырка», «распальцовка», «пальцы веером», «пацанская коза», «жуки-пуки»).
- Использование специфического жаргона (слов «типа», «в натуре», «чисто», «конкретно», «по-любому» и т. д.). Блатная феня.
- Много наличных в долларах США, или денег вообще («бабки», «бабло», «зелень», «капуста», «лавэ»).
- Борсетка[11].

С понятием «новый русский» тесно связаны слова:
- «крыша» — обеспечение защиты бизнеса, в том числе незаконного, со стороны правоохранительных или криминальных структур («крыши») за вознаграждение на постоянной основе.
- «братья» («братва́», «братки», «братаны», «брателлы») — выходцы из криминальной среды, использовавшие силу и уголовные методы для разрешения возникающих конфликтов.
- «кинуть» — обмануть, «развести» на деньги.
- «стрелка» — встреча с целью разрешить некий конфликт, иногда вооружённым путём.
- «перетереть» — поговорить, подраться или даже устроить перестрелку.

## «Новые русские» в массовой культуре
Пикник у Новых русских:
 один говорит другому: 
— Вован, иди, разведи костёр.
 Тот подходит к костру, садится
 на корточки и говорит:
 — Ну чё, костёр, ты попал!
«Новые русские» стали расхожим штампом, героями множества анекдотов, их типажи многократно обыгрывались в различных фильмах, спектаклях и передачах. Сам архетип неоднократно переносился и на другие сферы и явления жизни (см. «Новые русские бабки»).
Также в 1996 году в программе Джентльмен-шоу появился персонаж «Вован Сидорович Щербатый» в исполнении украинского актёра Олега Школьника. В программе «Городок» часто инсценировались анекдоты о «новых русских», был даже целый выпуск — «Новые русские нашего городка». Монологи, главными героями которых были «новые русские», исполняли Евгений Петросян, Михаил Задорнов, Владимир Винокур и другие артисты.
Образ «новых русских» в определенной степени обыгрывается в телесериале «Бригада», а также в фильме «Жмурки», сериалах «Бандитский Петербург» и «Улицы разбитых фонарей».